# Svet za splošne zadeve
Svet za splošne zadeve (angleško: General Affairs Council) je sestava Sveta Evropske unije, ki se sestaja enkrat mesečno. Srečanja združujejo zunanje ministre držav članic. Ministri, pristojni za evropske zadeve, sodelujejo glede na točke dnevnega reda.
Ustanovljen je bil leta 2009 z Lizbonsko pogodbo in tako ločil "Sveta za splošne zadeve in zunanje odnose" na dva dela; drugi del je postal Svet za zunanje zadeve. Splošni in zunanji Svet sta edina, ki sta omenjena v pogodbah EU.
Svet za splošne zadeve obravnava dosjeje, ki vplivajo na več kot eno politiko EU; kot npr. pogajanja o širitvi Evropske unije, priprava večletne proračunske perspektive EU ali institucionalna in upravna vprašanja. Usklajuje priprave na srečanja Evropskega sveta in nadaljnje ukrepe. Prav tako ima vlogo pri usklajevanju dela na različnih področjih politik, ki ga izvajajo drugi sestavi Sveta EU, in obravnava dokumentacijo, ki mu jo preda Evropski svet.